# Schwader

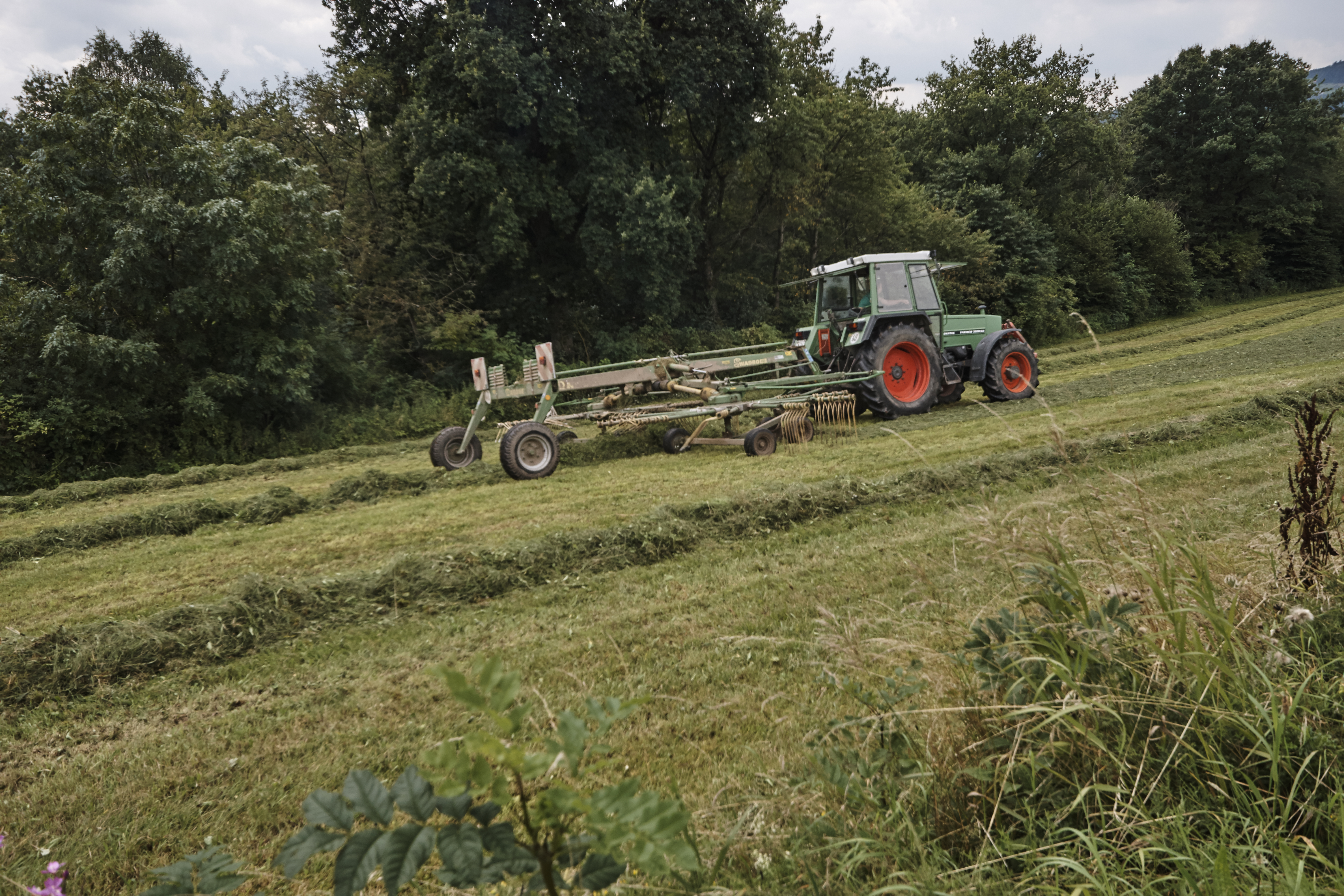
Ein Schwader im Einsatz

Der Schwader (süddeutsch auch: Schlagler) ist ein landwirtschaftliches Gerät, das dem Zusammenfassen von Erntegut wie Heu oder Stroh zu gleichmäßigen Schwaden (örtlich auch Ladscheiben, Reihen, Striche, Ruder, Striegel, Schlachtl) dient. Diese können dann mit der Ballenpresse, einem Feldhäcksler oder einem Ladewagen aufgenommen werden. Teilweise wird das Erntegut auch abends zu sogenannten Nachtschwaden geschwadet, damit es vor dem nächtlichen Tau besser geschützt wird und der Boden morgens besser abtrocknen kann, bevor das Halmgut anschließend wieder mit dem Heuwender gleichmäßig verteilt wird, damit es weitertrocknen kann.
Heutzutage werden Schwader an Traktoren betrieben. Früher wurden sie auch durch Nutztiere gezogen. Kleinere Schwader werden in der Regel im Heckkraftheber angebaut, vereinzelt auch im Frontkraftheber. 
Schwader im Frontanbau bieten den Vorteil, dass der Traktor nicht über das Erntegut fährt und reduzieren so die Erntegutverschmutzung. Größere Schwader verfügen hingegen meist über ein eigenes Fahrwerk und werden im Heck angehängt. Genauso werden historische Schwader meist nur auf den eigenen Rädern gezogen.

## Schwadablage
Schwader werden in Seiten- und Mittenschwader unterschieden. Seitenschwader legen das Erntegut seitlich neben dem Schwader ab, Mittenschwader mittig. Die meisten Schwader-Bauarten sind in beiden Bauformen erhältlich.
Manche Maschinen können sogar zwischen beiden Arten der Schwadablage umschalten und/oder mehrere Schwade ablegen.
Vorteil beim Mittenschwader ist, dass durch nur eine Überfahrt eine fertige Schwad entsteht. Beim Seitenschwader ist die Schwad erst fertig, nachdem auch von der anderen Seite der Schwad das Erntegut auf die Schwad befördert wurde (Fahrt in die entgegengesetzte Richtung). Vorteil hierbei ist, dass eine deutlich größere Fläche auf eine Schwad zusammengeführt werden kann. Beispielsweise kann ein Mittenschwader mit zwei Kreiseln (Kreiselschwader) maximal seine eigene Arbeitsbreite von (je nach Modell)
bis zu 10 m
auf einer Schwad ablegen. Mit einem Einkreisel-Seitenschwader kann jedoch eine beliebig große Fläche auf eine Schwad gelegt werden, da mit jeder Überfahrt die bereits hergestellte Schwad nochmals zur Seite bewegt und mit dem dortigen Erntegut zusammengeführt werden kann. Daher sind Seitenschwader besonders für geringe Entegutmengen geeignet, die dennoch zu großen Schwaden geformt werden sollen. Die Sollgröße der Schwaden hängt von der Maschine ab, die die Schwaden aufnehemen soll (Ballenpresse, Feldhäcksler etc.).

## Bauarten
Es gibt viele unterschiedliche Bauarten von Schwadern. Kombinationsmaschinen aus Schwader und Heuwender werden in dessen Artikel beschrieben.

### Kreiselschwader

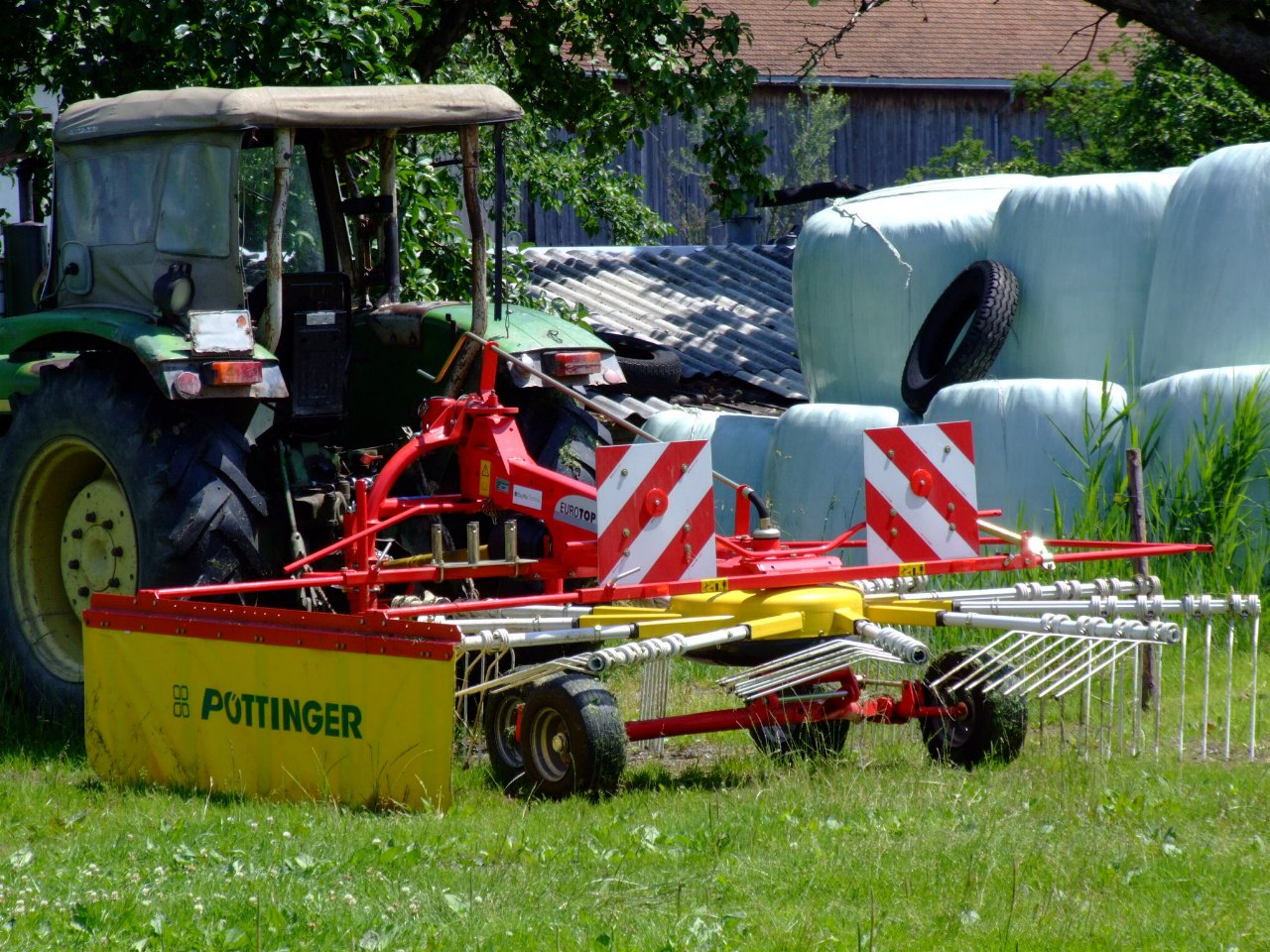
Kreiselschwader (neueres Modell), angebaut am Heckkraftheber

Der Kreiselschwader ist die in Deutschland am häufigsten eingesetzte Bauform. Er besitzt einen oder mehrere horizontale Kreisel mit 6 bis 16 Zinkenarmen, die über die Zapfwelle oder die Hydraulik (selten) des Traktors angetrieben werden. An den Armen sind mehrere Rechzinken befestigt, die senkrecht über den Boden streifen und das Erntegut zur Seite transportieren. Über eine Kurvenbahnsteuerung werden die Zinken ausgelenkt und das Halmgut abgelegt. Durch die lockere Ablegung kann der Schwad noch durchlüften. Die teilweise sehr großen Kreiseldurchmesser von bis zu 4,50 m erschweren die Bodenanpassung. Diesem Nachteil sollen Tandemfahrwerke unter und Tasträder vor den Kreiseln entgegenwirken.
Einkreiselschwader schwaden immer zur Seite. Durch die Anordnung von mehreren Kreiseln an einer Maschinen können sowohl Seiten- als auch Mittenschwader hergestellt werden. Mittenschwader erreichen mit bis zu sechs Kreiseln Arbeitsbreiten von bis zu 19 m.
Seitenschwader sind in der Regel nur mit maximal drei Kreiseln ausgestattet und erreichen bis zu 9,7 m Arbeitsbreite.
Die Arbeitsgeschwindigkeit beträgt etwa 8–15 km/h.
Einkreiselschwader sind in Varianten für Front- und Heckkraftheber sowie als gezogene Variante erhältlich. Zweikreiselschwader sind mit sowie auch ohne separatem Transportfahrwerk erhältlich. Alle größeren Kreiselschwader sind nur mit separatem Transportfahrwerk erhältlich. Beim Zweikreisel-Seitenschwader ohne separatem Transportfahrwerk, dem sogenannten „Wurmschwader“, handelt es sich vom Prizip um zwei hintereinander gehängte Einkreiselschwader der gezogenen Variante.
Zweikreisel-Mittenschwader ohne separatem Transportfahrwerk werden im Dreipunkt-Kraftheber angebaut.
Bei einigen Bauweisen mit Seitenschwadablage können die Kreisel so verstellt werden, dass zwei Schwade abgelegt werden.
Diese Funktion wird meist zum Nachtschwaden verwendet.

### Sternradschwader

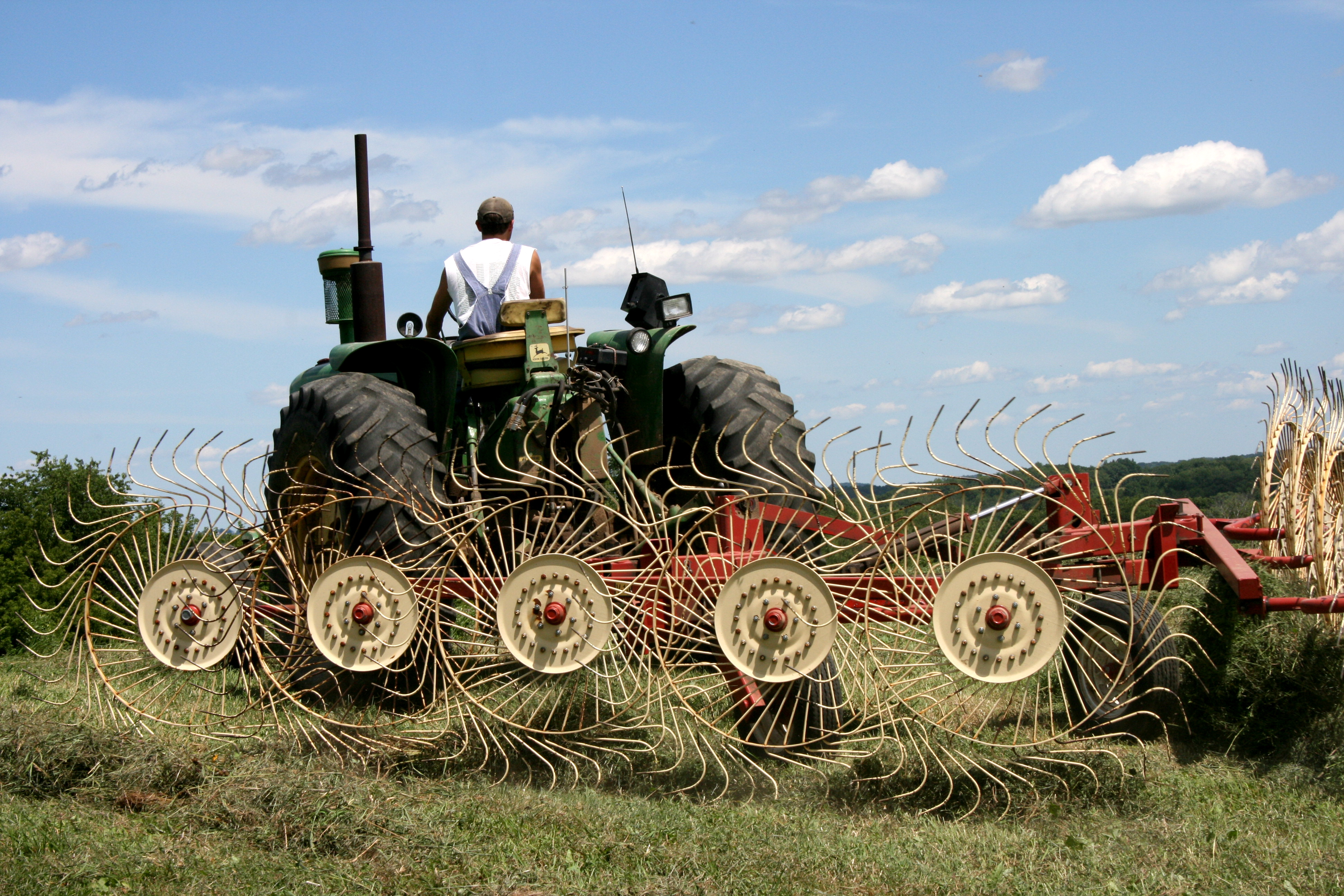
Sternradschwader

Er besteht aus 3–20 Zinkenrädern, den sogenannten Sternrädern, die das Halmgut schräg zur Fahrtrichtung von einem Stern zum anderen weiterschieben und als Schwad ablegen. Die federnd aufgehängten bodengetriebenen Sternräder haben eine gute Bodenanpassung und behandeln das Erntegut sehr schonend. Allerdings lässt die Arbeitsleistung bei schwerem und nassem Mähgut nach.
Die Sternradschwader gibt es als Seitenschwader und als Mittenschwader mit einer Arbeitsbreite von fast 12 m. Die neueren kleinen Geräte sind meist am Dreipunkt-Kraftheber angebaut. Alle anderen Varianten werden in der Regel gezogen. Die größeren Geräte haben zudem einen gelenkigen Rahmen, der die Bodenanpassung nochmals verbessert. Die Arbeitsleistung liegt aufgrund der weit höheren möglichen Arbeitsgeschwindigkeit (v > 20 km/h) deutlich über der von Kreiselschwadern gleicher Breite. Die Anschaffungs- und Betriebskosten sind aufgrund der einfacheren Bauweise niedriger als bei Kreiselschwadern. Die Einführung der Sternradrechwender anfangs der fünfziger Jahre im letzten Jahrhundert war ein Meilenstein in der Entwicklung neuer Techniken zur Rationalisierung der Grundfutterernte. Während der Sternradrechen in Deutschland mit Entwicklung der Kreiselschwader an Bedeutung verloren hat, ist er in anderen Ländern, vor allem in Nordamerika beliebt und weit verbreitet. Ein umgangssprachlicher Name ist „Heuma“, ein Markenname der Firma Niemeyer. Dem Sternradschwader wird zur Last gelegt, das Schwadgut zu einem Zopf zu verdrehen, was die spätere Aufnahme deutlich erschwert.
Dies passiert aber in der Regel bei nur überreifen und langem Halmfutter.
Nach dem gleichen Prinzip arbeiten Schwadscheiben. An Frontmähwerken dienen sie dazu, dass das Futter um wenige Zentimeter verschoben wird, so dass es nicht überfahren wird. Bei Pressen nutzt man sie, wenn das Schwad etwas breiter als die Pickup ist.

### Rotorschwader

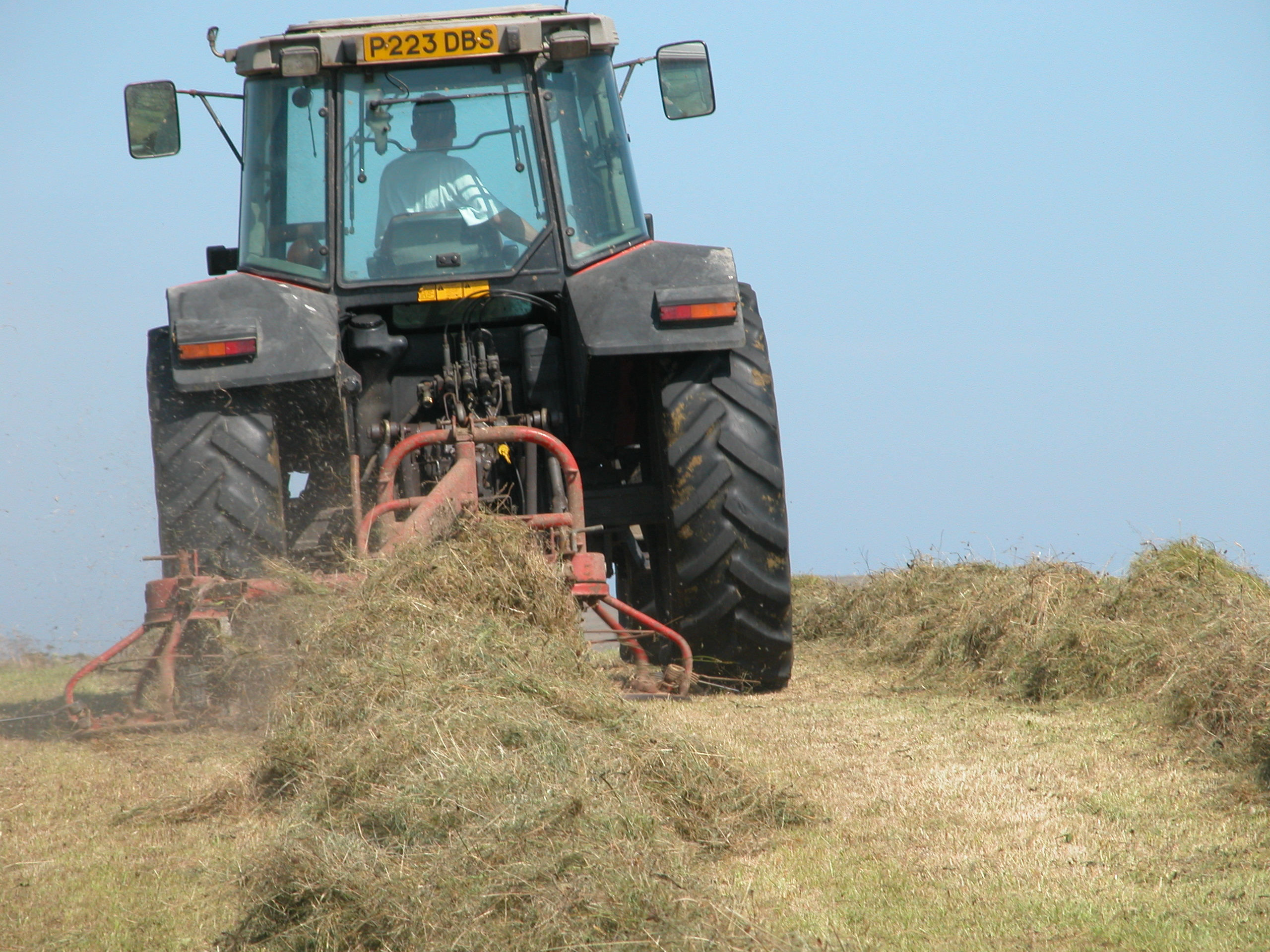
PZ Strela als Beispiel für Rotorschwader

Der Rotorschwader besitzt mehrere horizontale Kreisel mit gleicher Drehrichtung. Durch parallel zur Bodenoberfläche angebrachte Zinken befördert er das Erntegut quer zur Fahrtrichtung und legt es an der Seite ab. Aufgrund der eingeschränkten Arbeitsbreite erlangte er kaum Bedeutung. Als Beispiel ist die Baureihe CZ (z. B. CZ 330, CZ 330-CH, CZ 340, CZ 450 und CZ 600) von PZ (Piet Zweegers) zu nennen. Diese verfügen über Arbeitsbreiten von 3,3 bis 6 m. Der große Vorteil der PZ CZ Baureihe war die hohe mögliche Fahrgeschwindigkeit (20 km/h sind bei entsprechender Drehzahl möglich), die geringe Anforderungen an den Traktor (Gewicht wie auch Leistung) und der Schwad ist sehr luftig. Nachteile sind die Futterverschmutzung bei nassen Böden, die schlechte Bodenanpassung der breiten Modelle (insbesondere CZ600) und bei hoher Fahrgeschwindigkeit die wenig schonende Futterbehandlung durch die hohe Drehzahl. Wo diese Schwader noch recht häufig eingesetzt werden, ist bei zahlreichen Hochstammobstbäumen. Der Grund liegt darin, dass man mit einem Rotorschwader sehr nahe an Obstbäume heranfahren kann, ohne dass bei Baumkontakt Schäden am Schwader auftreten können.
Ein weiterer Vertreter war Kuhn mit dem Schwader Kuhnflex und auch Deutz-Fahr mit dem TS 3.35. Hierbei wurden keine Zinken verwendet, sondern Gummilappen mit in der Praxis recht hohem Verschleiß. Gleichzeitig waren diese Schwader häufig noch aggressiver und haben sich noch weniger durchgesetzt. Bei äußerst penibler Einstellung und ebenen Boden erlauben diese Schwader jedoch ein gutes Schwadergebnis, sie reagieren allerdings sehr stark auf Bodenunebenheiten.
Rotorschwader sind weitestgehend vom Markt verschwunden und werden auch gebraucht kaum mehr nachgefragt.

### Bandschwader

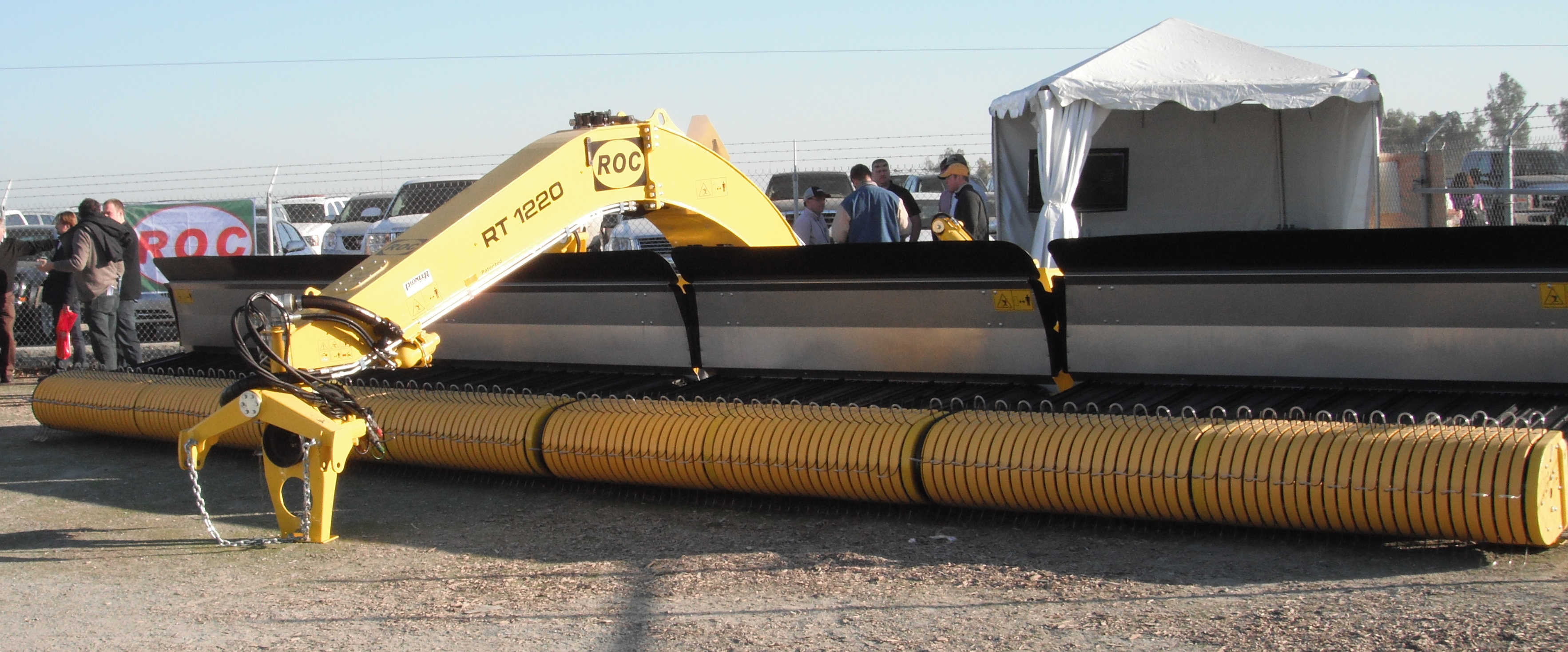
Bandschwader von ROC

Diese Schwader nehmen das Erntegut per Pickup auf, welcher es auf ein Förderband ablegt. Dieses bewegt sich quer zur Fahrrichtung und legt den Schwad auf die gewünschte Seite oder beidseitig ab. Viele Modelle können auch das Band derart verschieben oder einen Teil hochklappen, dass eine Mittenablage möglich ist.
Arbeitsbreiten bis 11 m sind am Markt erhältlich.
Auch für den Frontanbau sind Bandschwader erhältlich. Diese sind etwas Breiter als der Traktor (3 m) und können einzeln oder in Kombination mit einem weiteren Bandschwader im Heck eingesetzt werden.
Im Gegensatz zu Kreiselschwadern wird bei dieser Schwader-Bauart das Futter nicht über den Boden gekehrt. Dadurch kann es nach der Aufnahme nicht weiter verschmutzen.
Des Weiteren werben die Hersteller damit, dass Bandschwader besonders gleichmäßige Schwade formen und so ein höhere Arbeitsgeschwindigkeit der nachfolgenden Maschinen (Ballenpressen, Feldhäcksler etc.) möglich ist.

### Kammschwader

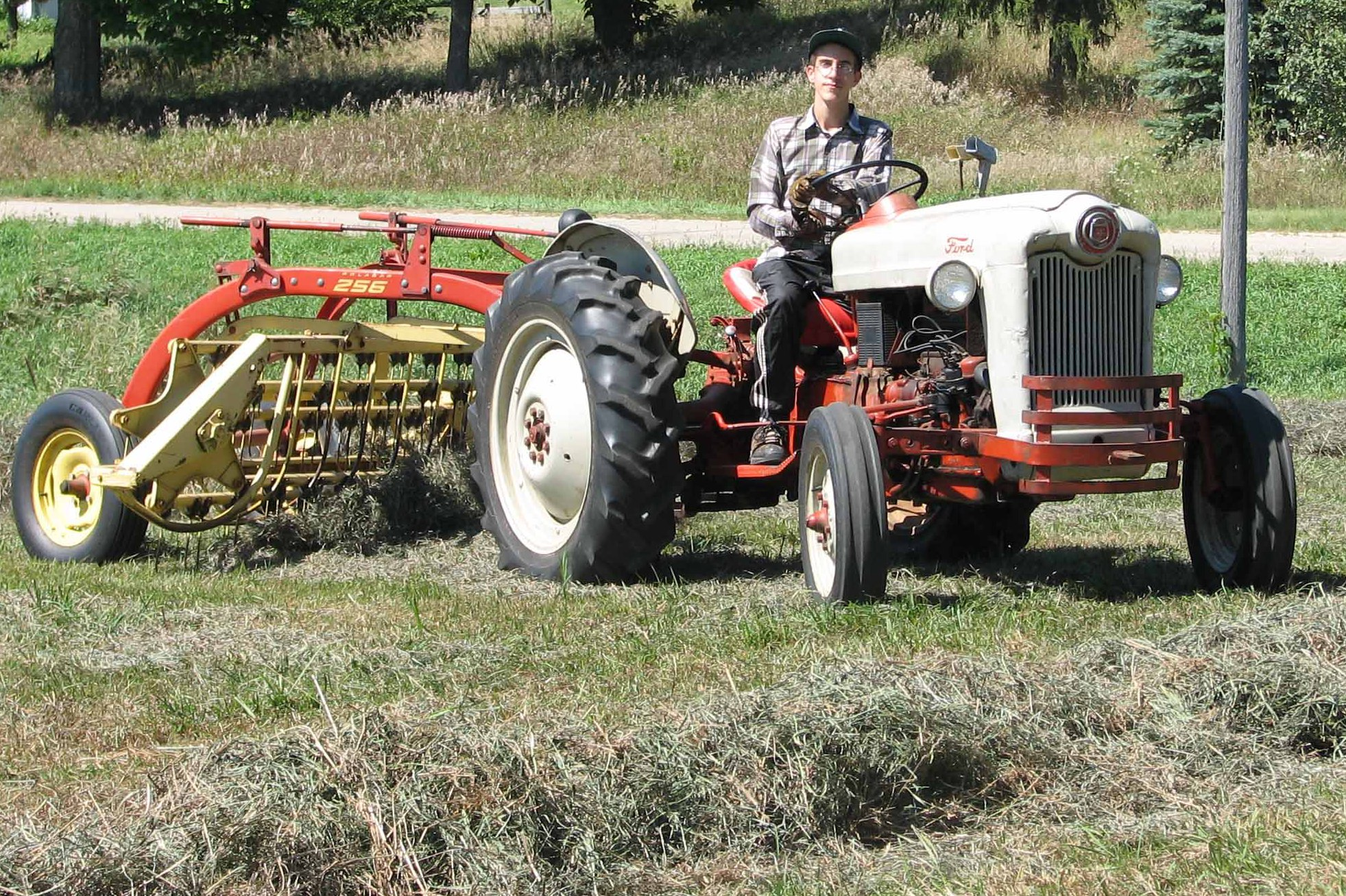
Kammschwader mit Kämmen im Einsatz

Bei dieser schon lange existierenden Bauart gibt es Kämme die schräg zur Fahrtrichtung angestellt sind. Rund 10 Kämme rotieren ähnlich der Haspel beim Mähdrescher und transportieren so das Gras.
Der Kammschwader wird in der Regel hydraulisch angetrieben,
teilweise mit integrieter zapfwellenbetriebener Hydraulikanlagen.
- Video eines Kammschwaders im Einsatz

### Bandrechschwader

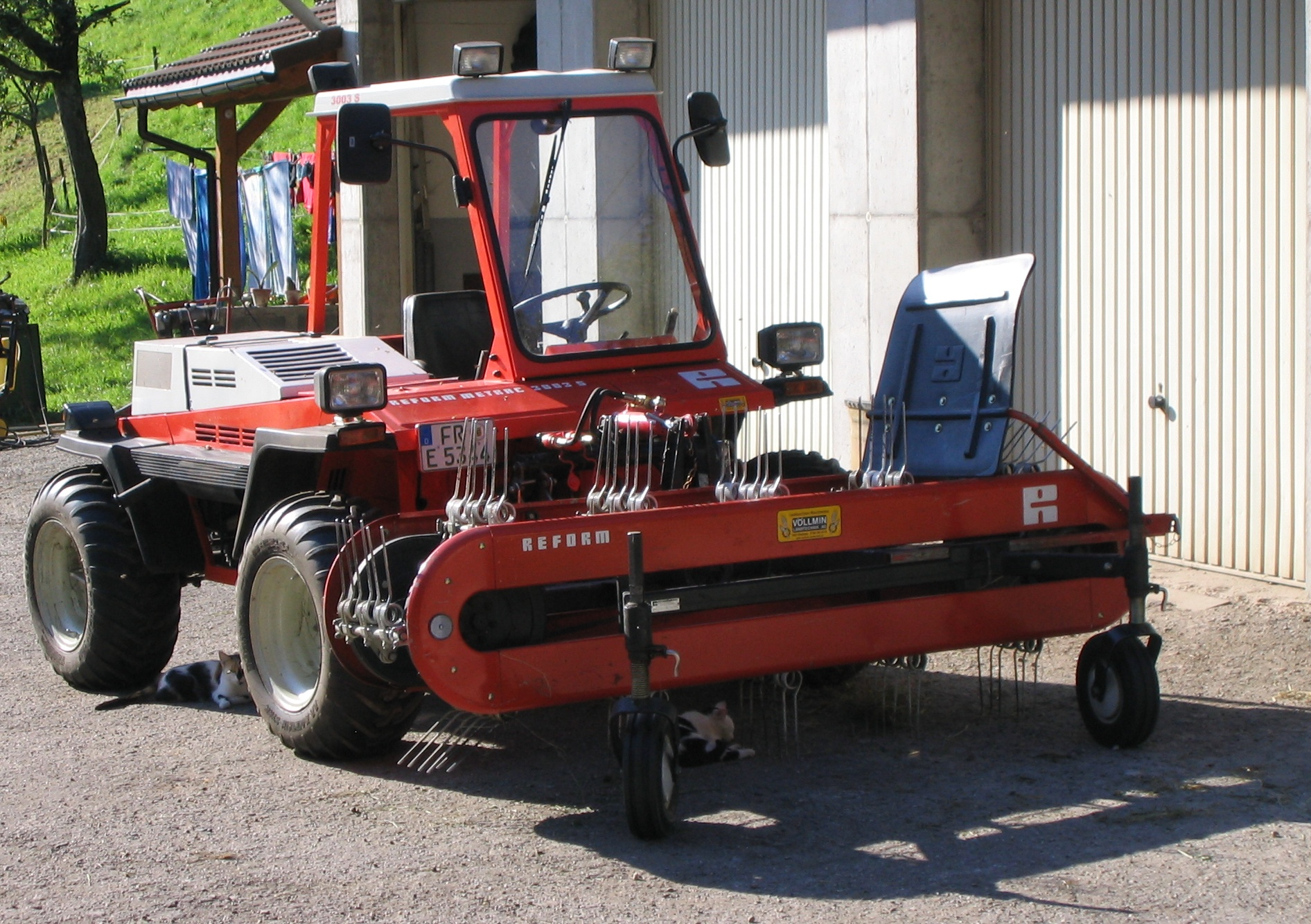
Reform Metrac 2002 S mit Bandrechschwader

Bandrechschwader (auch Bandheuer oder Bandrechen genannt) besitzen quer zur Fahrtrichtung verlaufende Ketten, an denen Zinken senkrecht montiert sind. Ihre geringen Anforderungen an das Zugfahrzeug macht sie vor allem für Bergregionen interessant, da sich ein Bandrechen sehr nahe am Fahrzeug befindet und somit keine Gefahr durch Achsentlastung besteht. Daneben sind die Leistungsanforderungen sehr gering, sodass neben dem herkömmlichen Antrieb über die Zapfwelle auch ein hydraulischer Antrieb möglich ist.
Es gibt Ausführungen für den Frontanbau oder auch Heckanbau mit zwei Geräten (insbesondere von Sepp Knüsel), sodass eine Arbeitsbreite von etwa 5 Metern erreicht wird; im Heckanbau folgt dann meist eine Ballenpresse oder ein Ladewagen. Gleichzeitig gibt es auch Bandheuer für den Seitenanbau an einem Transporter. Diese werden hydraulisch angetrieben.
Häufig wird diese Art des Schwaders auch an einem Motormäher angebaut, insbesondere an Steilhängen.